# Danh sách lãnh thổ phụ thuộc
Một lãnh thổ phụ thuộc, vùng phụ thuộc hay khu phụ thuộc là một lãnh thổ không có đầy đủ nền độc lập chính trị hay chủ quyền như một quốc gia.
Có nhiều hình thức và cấp độ phụ thuộc phổ biến khác nhau để phân biệt giữa các địa thể/địa khu (entities) và không được xem là một phần của mẫu quốc (motherland) hay chính quốc (mainland) của quốc gia chủ quản (governing state). Trong đa số trường hợp, tất cả những điều vừa nói cũng đại diện một trật tự khác nhau về phân chia hành chính. Một địa khu cấp dưới quốc gia thường thường đại diện cho sự phân chia hành chính quốc gia cho hợp lý trong khi một lãnh thổ phụ thuộc có thể là một lãnh thổ hải ngoại được hưởng một mức độ tự trị lớn hơn. Ví dụ nhiều lãnh thổ phụ thuộc có những hệ thống pháp lý ít nhiều khác với quốc gia chủ quản. Vì còn có nhiều sự khác biệt nữa ngoài hệ thống pháp lý và truyền thống hiến pháp, những lãnh thổ này có thể hoặc không thể xem như một phần của các quốc gia chủ quản.
Những vùng được gọi riêng là phi độc lập là các lãnh thổ đang trong vòng tranh chấp, bị chiếm đóng quân sự, hoặc có chính quyền lưu vong hay phong trào đòi độc lập đáng kể.

## Danh sách các lãnh thổ phụ thuộc
Hiện tại có 58 lãnh thổ phụ thuộc trong danh sách. Dưới đây, các lãnh thổ của Úc, Anh và New Zealand là thuộc Khối thịnh vượng chung Anh - mỗi quốc gia chủ quản là thành viên dưới vương quyền Anh (vương quyền chỉ có tính tôn trọng hơn là thực quyền).
Theo thỏa thuận trong Hiệp ước Nam cực, tất cả những tuyên bố chủ quyền từ 60 độ nam trở xuống phía nam đều không được công nhận hoặc tranh chấp. Các lãnh thổ này được ghi bằng chữ nghiêng. Các lãnh thổ không người ở hoặc không có một dân số thường xuyên được ghi bằng dấu thăng (#).
Danh sách bao gồm vài lãnh thổ không có ghi trong danh sách các lãnh thổ phi tự trị của Liên hiệp quốc  mà Đại hội đồng Liên hiệp quốc đưa ra (có ghi Tây Sahara kể từ năm 1990, Đại hội đồng Liên hiệp quốc xác nhận rằng vấn đề Tây Sahara là vấn đề phi thực dân hóa, cần được hoàn tất bởi nhân dân Tây Sahara).
Một số địa khu chính trị có vị trí đặc biệt được công nhận bởi hiệp ước hay thỏa thuận quốc tế là (Åland ở Phần Lan, Hồng Kông và Ma Cao ở Cộng hòa nhân dân Trung Hoa, và Svalbard ở Na Uy). Trong ý nghĩa hạn hẹp, đây không phải là các lãnh thổ phụ thuộc nhưng trong cách nào đó chúng có vị trí giống như vậy. Xem thêm Danh sách các địa khu đặc biệt được công nhận bởi hiệp ước hay thỏa thuận quốc tế.
Kosovo là một vùng bảo hộ quốc tế trong quốc gia có chủ quyền là Serbia. Nó không phải là lãnh thổ phụ thuộc trong ý nghĩa hạn hẹp nhưng thực tế là như vậy.

### Úc
| Lãnh thổ bên ngoài             | Quản lý hành chính                                                                                   |
| ------------------------------ | --- |
| Lãnh thổ châu Nam Cực thuộc Úc | Từ Canberra qua văn phòng đặc trách Nam cực Úc của Bộ môi trường và di sản.                          |
| Đảo Heard và quần đảo McDonald | Từ Canberra qua văn phòng đặc trách Nam cực Úc của Bộ môi trường và di sản.                          |
| Quần đảo Ashmore và Cartier    | Từ Canberra qua Bộ giao thông và các dịch vụ vùng.                                                   |
| Đảo Giáng Sinh                 | Từ Canberra qua Bộ giao thông và các dịch vụ vùng.                                                   |
| Quần đảo Cocos (Keeling)       | Từ Canberra qua Bộ giao thông và các dịch vụ vùng.                                                   |
| Quần đảo Biển San hô           | Từ Canberra qua Bộ giao thông và các dịch vụ vùng.                                                   |
| Đảo Norfolk                    | Thuộc trách nhiệm Khối thịnh vượng chung, quản lý từ Canberra qua Bộ giao thông và các dịch vụ vùng. |

### Đan Mạch
| Địa khu   | Quản lý hành chính                                                                                   |
| --------- | --- |
|           | |
| Greenland | Địa khu hành chính tự trị hải ngoại từ 1979. Thuộc Đan Mạch nhưng rời Liên minh châu Âu từ năm 1986. |

### Pháp
Các địa khu hải ngoại như Guyane (tiếng Anh: French Guiana ở Nam Mỹ, đừng lầm lẫn với Guinée thuộc Pháp ở châu Phi), Guadeloupe, Martinique, Réunion và Mayotte là những phần liên đới của Pháp và vì thế không phải là lãnh thổ phụ thuộc.
| Lãnh thổ                                       | Quản lý hành chính |
| ---------------------------------------------- | --- |
| Clipperton#                                    | Đảo san hô quản lý bởi Bộ lãnh thổ hải ngoại. Không có dân cư thường trú. |
| Polynésie thuộc Pháp                           | Tỉnh hải ngoại (pays d'outre-mer) từ 2004. |
| Vùng đất phía Nam và châu Nam Cực thuộc Pháp # | Lãnh thổ hải ngoại từ 1955, quản trị từ Paris bởi một quản trị viên tối cao. Bao gồm vùng Île Amsterdam, Île Saint-Paul, Îles Crozet và Îles Kerguelen trong phía nam Đại Tây Dương, năm đảo trong Eo biển Mozambique và Đại Tây Dương, cộng thêm Đảo Adélie là vùng Pháp tuyên bố chủ quyền thuộc Nam cực. Không có dân cư thường trú. |
| Nouvelle-Calédonie                             | Hợp địa thể "Sui generis" từ 1999; có trong Danh sách các lãnh thổ phi tự trị của Liên hiệp quốc. |
| Saint-Barthélemy                               | Hợp địa thể hải ngoại từ 2007. |
| Saint-Martin                                   | Hợp địa thể hải ngoại từ 2007. |
| Saint-Pierre và Miquelon                       | Hợp địa thể hải ngoại từ 2003. |
| Wallis và Futuna                               | Lãnh thổ hải ngoại từ 1961; Hợp địa thể hải ngoại từ 2003. |

### Phần Lan
Phần Lan có một vùng tự trị và chịu trách nhiệm trước nhiều điều ước quốc tế.
| Vùng tự trị | Quản lý hành chính |
| ----------- | --- |
| Åland       | Phần Lan quản lý quần đảo Åland theo Đạo luật Tự trị Åland cùng nhiều điều ước quốc tế. Những văn bản pháp luật này đảm bảo quyền tự chủ cùng hiện trạng phi quân sự của quần đảo Åland trong Phần Lan – vốn nắm giữ chủ quyền tối cao đối với quần đảo này. |

### Hà Lan
| Nước         | Quản lý hành chính |
| ------------ | --- |
| Aruba        | Tự trị toàn diện trong các vấn đề đối nội tách khỏi Antille thuộc Hà Lan năm 1986; Chính phủ Hà Lan có trách nhiệm về quốc phòng và ngoại giao. Một phần của Hà Lan nhưng không trong Liên hiệp châu Âu. |
| Curaçao      | Được định nghĩa là các "nước" (lands) trong Vương quốc Hà Lan theo Hiến chương Vương quốc Hà Lan. Trước đây hình thành hai phần của Antille thuộc Hà Lan cho đến khi nó được giải tán tháng 10 năm 2010. Chính quyền Hà Lan chịu trách nhiệm về quốc phòng, ngoại giao, và luật lệ quốc tịch. Thuộc về Vương quốc Hà Lan nhưng nằm bên ngoài Liên minh châu Âu, tuy các công dân là Công dân Liên minh châu Âu. |
| Sint Maarten | Được định nghĩa là các "nước" (lands) trong Vương quốc Hà Lan theo Hiến chương Vương quốc Hà Lan. Trước đây hình thành hai phần của Antille thuộc Hà Lan cho đến khi nó được giải tán tháng 10 năm 2010. Chính quyền Hà Lan chịu trách nhiệm về quốc phòng, ngoại giao, và luật lệ quốc tịch. Thuộc về Vương quốc Hà Lan nhưng nằm bên ngoài Liên minh châu Âu, tuy các công dân là Công dân Liên minh châu Âu. |

### New Zealand
| Liên kết tự do        | Quản lý hành chính |
| --------------------- | --- |
| Quần đảo Cook         | Tự trị trong khối liên kết tự do với New Zealand từ 1965. Có trách nhiệm hoàn toàn về đối nội, New Zealand, qua tham khảo ý kiến, giữ một số trách nhiệm về đối ngoại và quốc phòng. Tính đến năm 2005, Quần đảo Cook với danh xưng của mình có quan hệ ngoại giao với 18 quốc gia.      |
| Niue                  | Tự trị trong khối liên kết tự do với New Zealand từ 1974. Niue Có trách nhiệm hoàn toàn về đối nội; New Zealand giữ trách nhiệm về đối ngoại và quốc phòng. Trách nhiệm của New Zealand không có nghĩa là có quyền kiểm soát và chỉ được thực hiện với sự yêu cầu của Niue.              |
| Lãnh thổ              | Quản lý hành chính |
| Tokelau               | Lãnh thổ tự trị của New Zealand, đang hướng tới liên kết tự do với New Zealand. Tokelau và New Zealand đã đồng ý về một bản thảo hiến pháp. Một cuộc trưng cầu dân ý do Liên hiệp quốc bảo trợ đã không đưa ra hai phần ba số phiếu cần thiết để thay đổi tình trạng chính trị hiện tại. |
| Vùng phụ thuộc Ross # | Vùng New Zealand tuyên bố chủ quyền ở Nam cực. |

### Na Uy
| Phụ thuộc        | Quản lý hành chính |
| ---------------- | --- |
| Đảo Bouvet #     | Lãnh thổ phụ thuộc được quản lý từ Oslo qua Sở quản lý địa cực thuộc Bộ tư pháp và cảnh sát.                                                    |
| Đảo Peter I #    | Lãnh thổ phụ thuộc (chịu chi phối bởi Hệ thống Hiệp ước châu Nam Cực) được quản lý từ Oslo qua Sở quản lý địa cực thuộc Bộ tư pháp và cảnh sát. |
| Đất Queen Maud # | Lãnh thổ phụ thuộc (chịu chi phối bởi Hệ thống Hiệp ước châu Nam Cực) được quản lý từ Oslo qua Sở quản lý địa cực thuộc Bộ tư pháp và cảnh sát. |

### Anh Quốc
| Lãnh thổ hải ngoại                     | Quản lý hành chính |
| -------------------------------------- | --- |
| Anguilla                               | Lãnh thổ hải ngoại của Anh. |
| Lãnh thổ Ấn Độ Dương thuộc Anh #       | Lãnh thổ hải ngoại của Anh. |
| Quần đảo Cayman.                       | Lãnh thổ hải ngoại của Anh. |
| Montserrat                             | Lãnh thổ hải ngoại của Anh. |
| Quần đảo Pitcairn                      | Lãnh thổ hải ngoại của Anh. |
| Quần đảo Turks và Caicos               | Lãnh thổ hải ngoại của Anh. |
| Bermuda                                | Lãnh thổ hải ngoại của Anh hay lãnh thổ tự trị được định nghĩa bởi Vương quốc Liên hiệp Anh và Bắc Ireland. |
| Lãnh thổ Nam Cực thuộc Anh #           | Anh tuyên bố chủ quyền trên Nam cực. |
| Quần đảo Virgin thuộc Anh              | Lãnh thổ hải ngoại của Anh với chính quyền nội trị. |
| Quần đảo Falkland                      | Lãnh thổ hải ngoại của Anh, Argentina cũng tuyên bố chủ quyền. |
| Gibraltar                              | Lãnh thổ hải ngoại của Anh, Tây Ban Nha cũng tuyên bố chủ quyền. |
| Saint Helena                           | Lãnh thổ hải ngoại của Anh. Saint Helena cũng điều hành Đảo Ascension và nhóm đảo Tristan da Cunha. |
| Quần đảo Nam Georgia và Nam Sandwich # | Lãnh thổ hải ngoại của Anh; Argentina cũng tuyên bố chủ quyền; thống đốc Quần đảo Falkland đại diện cho Hoàng gia Anh điều hành. |
| Vùng căn cứ chủ quyền                  | Quản lý hành chính |
| Akrotiri và Dhekelia                   | Lãnh thổ hải ngoại của Anh, quản lý bởi Tư lệnh lực lượng Anh tại đảo Cyprus. Ghi chú: Vùng căn cứ chủ quyền được dùng chủ yếu là cho các căn cứ quân sự, không phải là lãnh thổ phụ thuộc bình thường Lưu trữ ngày 5 tháng 2 năm 2012 tại Wayback Machine |
| Lãnh thổ thuộc Vương miện              | Quản lý hành chính |
| Guernsey                               | Lãnh thổ trực thuộc Vương miện Anh. |
| Jersey                                 | Lãnh thổ trực thuộc Vương miện Anh. |
| Đảo Man                                | Lãnh thổ trực thuộc Vương miện Anh. |

### Hoa Kỳ
Theo các hiệp ước với Cuba, Hoa Kỳ thuê mướn Căn cứ Hải quân vịnh Guantánamo vì thế nó không thuộc chủ quyền cũng không phải là lãnh thổ phụ thuộc của Hoa Kỳ.
| Lãnh thổ                 | Quản lý hành chính |
| ------------------------ | --- |
| Samoa thuộc Mỹ           | Lãnh thổ chưa hợp nhất và chưa có tổ chức (unincorporated and unorganized territory) được quản lý bởi Phòng Quốc hải vụ, Bộ Nội vụ Hoa Kỳ. Được ghi trong Danh sách lãnh thổ phi tự trị của Liên hiệp quốc. |
| Đảo Baker #              | Lãnh thổ chưa hợp nhất của Hoa Kỳ, quản lý từ Washington, D.C. qua hệ thống Bảo vệ hoang dã quốc gia thuộc Bộ Nội vụ Hoa Kỳ. |
| Đảo Howland #            | Lãnh thổ chưa hợp nhất của Hoa Kỳ, quản lý từ Washington, D.C. qua hệ thống Bảo vệ hoang dã quốc gia thuộc Bộ Nội vụ Hoa Kỳ. |
| Đảo Jarvis #             | Lãnh thổ chưa hợp nhất của Hoa Kỳ, quản lý từ Washington, D.C. qua hệ thống Bảo vệ hoang dã quốc gia thuộc Bộ Nội vụ Hoa Kỳ. |
| Đảo san hô Johnston #    | Lãnh thổ chưa hợp nhất của Hoa Kỳ, quản lý từ Washington, D.C. qua hệ thống Bảo vệ hoang dã quốc gia thuộc Bộ Nội vụ Hoa Kỳ. |
| Đá Kingman #             | Lãnh thổ chưa hợp nhất của Hoa Kỳ, quản lý từ Washington, D.C. qua hệ thống Bảo vệ hoang dã quốc gia thuộc Bộ Nội vụ Hoa Kỳ. |
| Đảo san hô Midway #      | Lãnh thổ chưa hợp nhất của Hoa Kỳ, quản lý từ Washington, D.C. qua hệ thống Bảo vệ hoang dã quốc gia thuộc Bộ Nội vụ Hoa Kỳ. |
| Guam                     | Lãnh thổ chưa hợp nhất nhưng có tổ chức chính quyền; quan hệ chính sách giữa Guam và Mỹ được giám sát qua Phòng Quốc hải vụ thuộc Bộ Nội vụ Hoa Kỳ. Được ghi trong Danh sách lãnh thổ phi tự trị của Liên hiệp quốc. |
| Đảo Navassa #            | Lãnh thổ chưa hợp nhất của Hoa Kỳ, quản lý qua hệ thống Bảo vệ hoang dã quốc gia thuộc Bộ Nội vụ Hoa Kỳ từ Cơ quan bảo vệ hoang dã quốc gia quần đảo Caribbean ở Boqueron, Puerto Rico. Haiti cũng có tuyên bố chủ quyền. |
| Quần đảo Bắc Mariana     | Thịnh vượng chung, liên hiệp chính trị với Hoa Kỳ. |
| Đảo san hô Palmyra #     | Lãnh thổ hợp nhất của Hoa Kỳ, một phần thuộc liên bang làm chủ một phần thuộc tư hữu. Quản lý từ Washington, D.C. qua hệ thống Bảo vệ hoang dã quốc gia thuộc Bộ Nội vụ Hoa Kỳ; Phòng Quốc hải vụ tiếp tục quản lý 9 đặc khu bao gồm các vùng đất chìm và có sóng lớn bên trong vòng đai đảo (lagoon) và phạm vi 12 hải lý vùng biển xung quanh. |
| Puerto Rico              | Lãnh thổ chưa hợp nhất của Hoa Kỳ có quan hệ Thịnh vượng chung; quan hệ chính sách giữa Puerto Rico và Mỹ được giám sát từ văn phòng hành pháp của Tổng thống Hoa Kỳ. |
| Quần đảo Virgin thuộc Mỹ | Lãnh thổ chưa hợp nhất của Hoa Kỳ; quan hệ chính sách giữa quần đảo và Hoa Kỳ được giám sát từ Phòng Quốc hải vụ, Bộ Nội vụ Hoa Kỳ. Được ghi trong Danh sách lãnh thổ phi tự trị của Liên hiệp quốc. |
| Đảo Wake #               | Lãnh thổ chưa hợp nhất, được giám sát bởi Không quân Hoa Kỳ và được quản lý từ Washington, D.C. qua Bộ Nội vụ Hoa Kỳ. Quần đảo Marshall cũng tuyên bố chủ quyền. |

### Trung Quốc
| Lãnh thổ bên ngoài           | Quản lý hành chính                                                                                             |
| ---------------------------- | --- |
| Đặc khu hành chính Hồng Kông | Đặc khu hành chính trực thuộc Cộng hòa Nhân dân Trung Hoa, do Quốc vụ viện Cộng hòa Nhân dân Trung Hoa quản lý |
| Đặc khu hành chính Ma Cao    | Đặc khu hành chính trực thuộc Cộng hòa Nhân dân Trung Hoa, do Quốc vụ viện Cộng hòa Nhân dân Trung Hoa quản lý |